# 史瑛
史瑛（1449年—1526年），字廷珍，號庸菴、一号拙菴，山西平陽府絳州稷山縣人，軍籍，明朝政治人物。進士出身。

## 生平
早年出身國子生，山西鄉試第二十二名。成化十四年（1478年）戊戌科會試第二百五十九名，殿試登進士第三甲第一百七十九名。初授棗強知縣，成化末陞河南道監察御史，弘治中陞河南按察副使，丁父喪去職。

## 家族
曾祖父史仲禮。祖父史伯善。父亲史貴。